# Русский роман
«Русский роман» — роман современного израильского писателя Меира Шалева. Первое произведение автора, которое разошлось огромными тиражами в Израиле и принесло ему известность.
В России роман впервые вышел в издательстве «Текст» в 2006 году (перевод с иврита Рафаила Нудельмана и Аллы Фурман) и выдержал несколько переизданий.

## Содержание
Масштабное полотно, описывающее значительное явление в истории Израиля — приезд идеалистических евреев из России, отошедших от иудаизма и впитавшие идеи социализма, толстовства и другие (Вторая алия). Они героически осваивают землю предков, страдая от болот и тяжёлой работы, и сопровождая всё это идеологическими спорами, как правильно построить жизнь. Кто не выдержал и уехал или стал сионистским начальником, или умер, или погиб. Описания содержат былинно-фольклорные элементы, отец главного героя, например, погибает от того, что в окно бросили гранату, но успевает определить это в темноте по запаху, выбросить ребёнка в окно и обнять жену, чтобы защитить её от взрыва. Фольклорное устное предание передаёт, что она перед смертью не успела ничего понять и с блаженством обняла мужа.
Постепенно героическое прошлое уходит в даль, герои превращаются в дряхлых стариков, кое-кто так и застрял в прошлом. Герой самообороны Рылов, например, продолжает накапливать тайный склад оружия под туалетом, хотя англичане давно уже ушли, в конце концов он гибнет от взрыва, так как кислоты разъели металл. Больше нет старого осла, который работал с самим Бен-Гурионом в поселении первопроходцев Сежера.
Горькая ирония автора, что наиболее преуспевает главный герой, считающийся немного отсталым, хотя и сильным. Его бизнес — торговля историей, то есть продажа мест на легендарном кладбище основателей. Давно бежавшие из Палестины бывшие пионеры покупают на кладбище места «рядом с товарищами» за большие деньги.
В романе сильно чувствуются воспоминания детства автора, родившегося в семье выходцев из России в мошаве, а также влияние Маркеса и европейских писателей. Это первая крупная и самая успешная книга Меира Шалева, переведена на английский и русский.

## Художественные особенности
По словам автора, название романа обусловлено происхождением персонажей, большинство из которых приехали в Палестину из России как пионеры второй алии, вдохновлённые идеей сионистской социалистической революции, а также эмоциональностью героев: они очень чувствительны. Название придумывалось друзьями М. Шалева, и предлагались разные варианты: «Сладкая земля», «Страсть», «Томление»… «Ну что за название — „Томление“, это звучит как „русский роман“» — на иврите фраза «русский роман» означает сильные страсти.
Прототипами главных героев романа стали бабушка и дедушка самого писателя.

## Награды
Первую премию за «Русский роман» автор получил от общества энтомологов за описание насекомых.